# Travis Brown
Travis Brown (nascido em 7 de agosto de 1969) é um ciclista olímpico norte-americano. Representou sua nação nos Jogos Olímpicos de Verão de 2000, em Sydney.